# Открытые системы. СУБД
Открытые системы. СУБД — первый журнал издательства Открытые системы. Основная тематика журнала — информационные технологии, в частности, выделены следующие темы: построение гетерогенных информационных систем, архитектура программного обеспечения, микропроцессоры, операционные системы, хранилища данных, веб-технологии, управление ИТ-услугами, облачные вычисления, информационная безопасность, инженерия программного обеспечения. Журнал входит в Список научных журналов ВАК Минобрнауки России с 2010 года.
Интернет-портал журнала содержит архив журнала в полном доступе, новости ИТ-рынка, условия публикации в журнале.

## Редакционная политика
Статьи, принятые Редакционным Советом к рассмотрению, в обязательном порядке проходят рецензирование у специалистов по профилю материала. Статьи публикуются бесплатно, авторы получают гонорар. Обычный срок рассмотрения и уточнения статьей, принятых в тематический номер — до семи дней, статей для постоянных рубрик — до двух недель.

## Редакционный Совет
- Валерий Аджиев, к.т.н, c.н.c. Национального Центра Компьютерной Анимации, Университет Борнмута (Великобритания)
- Фуад Алескеров, д.т.н., профессор, НИУ ВШЭ;
- Михаил Кузьминский, к.хим.н., с.н.с., Зам. зав. лаб. ИОХ РАН;
- Михаил Горбунов-Посадов, д.физ.-мат.н., заведующий отделом ИПМ им. М.В.Келдыша РАН;
- Сергей О. Кузнецов, д.физ.-мат.н., профессор, НИУ ВШЭ;
- Александр Легалов, д.т.н., профессор, НИУ ВШЭ;
- Владимир Сухомлин, д.т.н., профессор, МГУ;
- Юрий Зеленков, д.т.н., профессор, НИУ ВШЭ;
- Павел Храмцов, к.т.н., доцент, Национальный исследовательский ядерный университет «МИФИ»;
- Игорь Федоров,д.э.н, профессор, РЭУ;
- Виктор Шнитман, д.т.н., профессор, МФТИ;
- Леонид Эйсымонт, к.физ.-мат.н., научный консультант, НИИ "Квант".

## Экспертно-рецензионный Совет
К работе в составе Совета в разные годы выпуска журнала привлекались ведущие специалисты из числа его авторов, а также ведущих экспертов в различных областях, в частности:
- Валерий Васенин, д.физ.-мат. н., директор Центра телекоммуникаций и технологий Интернет МГУ
- Камиль Валиев, академик РАН, директор Физико-технологического института РАН
- Владимир Воеводин, д.физ.-мат. н., чл.-кор. РАН, зам. Директора НИВЦ МГУ
- Михаил Горбунов-Посадов, д.физ.-мат. н., заведующий отделом ИПМ РАН, доцент ВМК МГУ
- Давид Иоселиани, профессор, член-корр. РАМН
- Александр Ким, к.т. н., Ген. директор ОАО «ИНЭУМ им. И. С. Брука»
- Виктор Корнеев, д.т. н., профессор Академии ФСБ, зам. директора НИИ Квант
- Владимир Кореньков, к.физ.-мат. н., зам. Директора Лаборатории информационных технологий ОИЯИ
- Виктор Коваленко, к.физ.-мат.н, с.н.с. ИПМ РАН
- Александр Легалов, д.т. н., профессор, зав. каф. НейроЭВМ Сибирского федерального университета
- Владимир Липаев, профессор, главный научный сотрудник Института системного программирования РАН
- Лариса Малышева, к.э.н., доцент, Декан Факультета по переподготовке специалистов Института переподготовки кадров УГТУ
- Александр Петренко, д.физ.-м.н.,зав. отделом ИСП РАН
- Владимир Сухомлин, д.физ.-м.н., профессор МГУ
- Александр Тормасов, доцент, к.ф.-м.н., МФТИ
- Павел Храмцов, к.т. н., зам. директора по информационной политике компании RU-CENTER
- Павел Христов, к.физ.-мат. н.
- Леонид Эйсымонт, к.физ.-мат. н.
- Борис Штейнберг, д.т. н., профессор Южного федерального университета
- Виктор Шнитман, д.т. н., профессор МФТИ
- Юлий Сахин, д.т. н., профессор, нач. отделения ОАО «ИНЭУМ им. И. С. Брука»
- Виктор Гергель, д.т. н., профессор, декан факультета вычислительной математики и кибернетики Нижегородский государственный университет (ННГУ)

Наряду с видными российскими специалистами-практиками и экспертами, работающими в ведущих отраслях экономики: машиностроение, обрабатывающая, пищевая и фармацевтическая промышленность, телекоммуникации и государственного обустройства: МВД, МО, ФСБ, ФСНП, Аппарат Президента РФ, РАН, медицина, МПС и т. п., на страницах журнала «Открытые Системы» выступали известные отечественные и зарубежные профессионалы в области ИТ, в частности: Никлаус Вирт, Тэд Льюис, Эндрю вэн Дам, Джон Вудварк, Стив Кэнигхэм, Эдсгер Дейкстра, Дж. Остераут, Ян Фостер, Карл Кессельман, Билл Инмон, Ральф Кимбалл, Эрик Рэймонд, Майкл Кузумано, Мендель Розенблюм — сооснователь компании VMware. В статьях постоянных и приглашенных авторов, привлекаемых в рамках лицензионного соглашения с IEEE Computer Society, обсуждаются современные и перспективные концепции построения информационных систем — от локальных до систем национального масштаба. Своё мнение по разным аспектам развития ИТ и особенностей применения высоких технологий в различных отраслях экономики на страницах журнала высказывают аналитики ведущих научно-исследовательских компаний, в частности Gartner.

## Рубрики
- Новости. Факты. Тенденции. — подборка новостей и описаний событий из области информационных технологий
- Платформы — описание различных аспектов организации аппаратно-программных платформ и архитектур современных ОС
- Безопасность — обсуждение вопросов обеспечения безопасного функционирования ИТ-инфраструктур.
- Приложения — описание особенностей архитектуры и реализации программ, решающих определенные классы задач (ERP, CRM, CAD/CAM/CAE)
- Интеграция — технологии стыковки различных решений и приложений (Web-сервисы, PLM, и т. п.)
- Опыт — описание особенностей разработки, внедрения и эксплуатации решений по автоматизации работы предприятий и организаций
- Менеджмент ИТ — организация и выполнение ИТ-проектов
- Программная инженерия — технологии разработки, инсталляции и эксплуатации различных ИТ-решений
- Экстремальные технологии — анализ наиболее интересных тенденций, событий и фактов из жизни ИТ-сообщества
- Мнение — трибуна для высказывания мнений по различным вопросам ИТ
- Гостиная ОС — анализ различных аспектов компьютерных технологий в форме круглых столов и интервью с авторитетными отечественными и зарубежными ИТ-специалистами
- Музей ОС — исторические экскурсы по различным периодам развития компьютерных технологий
- Академия ОС — освещение работы отечественных учебных центров по подготовке ИТ-специалистов

АКАДЕМИЯ ОС. ИТ-университеты. Освещение интересного опыта организации ИТ-образования в вузах. Размещение материалов об инновационных методиках, актуальных учебных программах и стандартах, перспективных подходах к подготовке ИТ-специалистов в системе российского и зарубежного высшего образования.
АКАДЕМИЯ ОС. Учебный центр. Изложение передового опыта повышения квалификации и переобучения ИТ-специалистов в коммерческих учебных центрах. Публикуются материалы о новых программах ведущих компаний ИТ-рынка, авторских разработках учебных центров, опыте сотрудничества коммерческих учебных организаций и вузов.